# Igreja Evangélica Cristã Presbiteriana
Para outras denominações com nomes semelhantes, veja a desambiguação em Igreja Cristã Presbiteriana.
A Igreja Evangélica Cristã Presbiteriana é uma denominação cristã de orientação pentecostal, fundada em 1969 em São Paulo por Odécio Egydio, Daniel Cândido de Oliveira e suas respectivas esposas. A igreja começou a partir de reuniões de oração e conta hoje com centenas de igrejas em todo o Brasil.
A denominação se diferencia das denominações presbiterianas tradicionais por reconhecer o apostolado moderno, tendo conferido em 2012 o título de apóstolo ao seu pastor fundador, o que é completamente rejeitado pelas denominações presbiterianas tradicionais e adotado geralmente por denominações neopentecostais.
A maioria das Igrejas Evangélicas Cristã Presbiteriana são autônomas e independentes, possuindo seu próprio presbitério, diretoria e isenção.

## Doutrina
A igreja crê: 
- Na Inerrância Bíblica
- Na Doutrina da Trindade
- No Nascimento virginal de Jesus além sua dupla natureza, humana e divina
- Na Queda e Depravação total do homem
- Na salvação unicamente pela graça de Deus mediante a fé em Jesus Cristo
- Na morte vicária e ressurreição física de Jesus
- Na Ascensão corporal de Jesus aos céus e seu retorno
- Na punição eterna de todos aqueles que não crerem em Cristo
- No Batismo e Ceia do Senhor como os únicos dois sacramentos
- Na função da Igreja como noiva de Cristo de levar a mensagem cristã a todo o mundo, de forma que Deus promove a transformação da natureza humana que resultará na remissão da sociedade.[13]

## História
Os membros fundadores da igreja eram inicialmente integrantes da Igreja Presbiteriana Independente do Brasil. Nas década de 1960-1970 vários grupos dentro desta denominação passaram por um período de contato com o movimento pentecostal, de forma que surgiram diversas denominações a partir desta igreja com uma visão pentecostal tais como a Igreja Presbiteriana Independente Renovada (que se uniu com a Igreja Cristã Presbiteriana em 1975 para formar a atual Igreja Presbiteriana Renovada do Brasil).. Outro grupo formado foi o que deu orgirem a Igreja Evangélica Cristã Presbiteriana.  
Em 1969,  Odécio Egydio, sua esposa, Leonor Lima Egydio, Daniel Cândido de Oliveira e sua esposa Ivone Flausino de Oliveira começaram grupos de oração, e partir de tal, chegaram a conclusões comuns quanto a doutrina pentecostal do "Batismo com o Espírito Santo". A partir disto o grupo começou a crescer e a ocupar cada vez um espaço maior, tendo de alugar um espaço para a realização de suas reuniões.
Em 1975 a igreja se organizou com um estatuto. Nas décadas de 1980 e 1990 a igreja teve grande vigor missionário e espalhou congregações por todo o estado de São Paulo.
Em 2012, a denominação adotou o apostolado moderno, conferindo o título de apóstolo ao seu pastor fundador.
Em 2015, a Igreja Evangélica Cristã Presbiteriana era formada por 13 igrejas em todo o território brasileiro e no Paraguai.